# Géographie du Gard
| \| Garrigues Costières Coutach Vaunage Cévennes Bassin alésien Larzac Lingas Petite Camargue Golfe du Lion Le Rhône \| Carte topographique du Gard |
| Garrigues Costières Coutach Vaunage Cévennes Bassin alésien Larzac Lingas Petite Camargue Golfe du Lion Le Rhône                                   |

La géographie du Gard est marquée par la diversité de ses paysages, s'étageant des contreforts du sud du Massif central jusqu'à la mer Méditerranée en passant par les plateaux des Garrigues et la basse plaine du Languedoc viticole, et par son climat typiquement méditerranéen. Le département du Gard fait partie de la région Occitanie.

## Situation
Le Gard fait partie de la région Occitanie qui a intégré l'ancienne région du Languedoc-Roussillon.
Départements limitrophes : Bouches-du-Rhône, Ardèche, Vaucluse, Hérault, Aveyron, Lozère.

## Géographie physique
Son point culminant est le mont Aigoual dans les Cévennes à 1 565 m d'altitude.

Paysages du Gard :
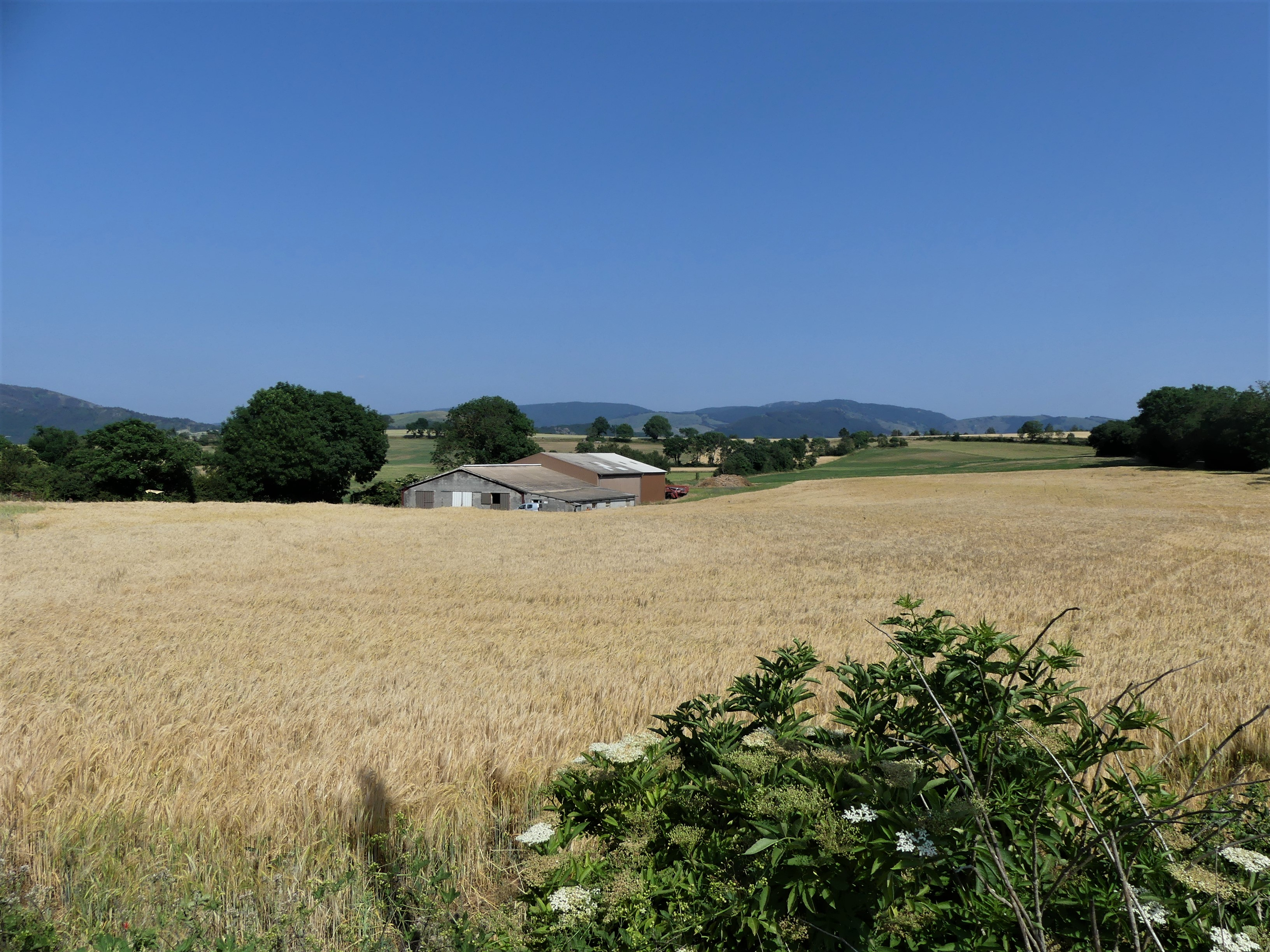
Causse-Bégon à l'ouest.
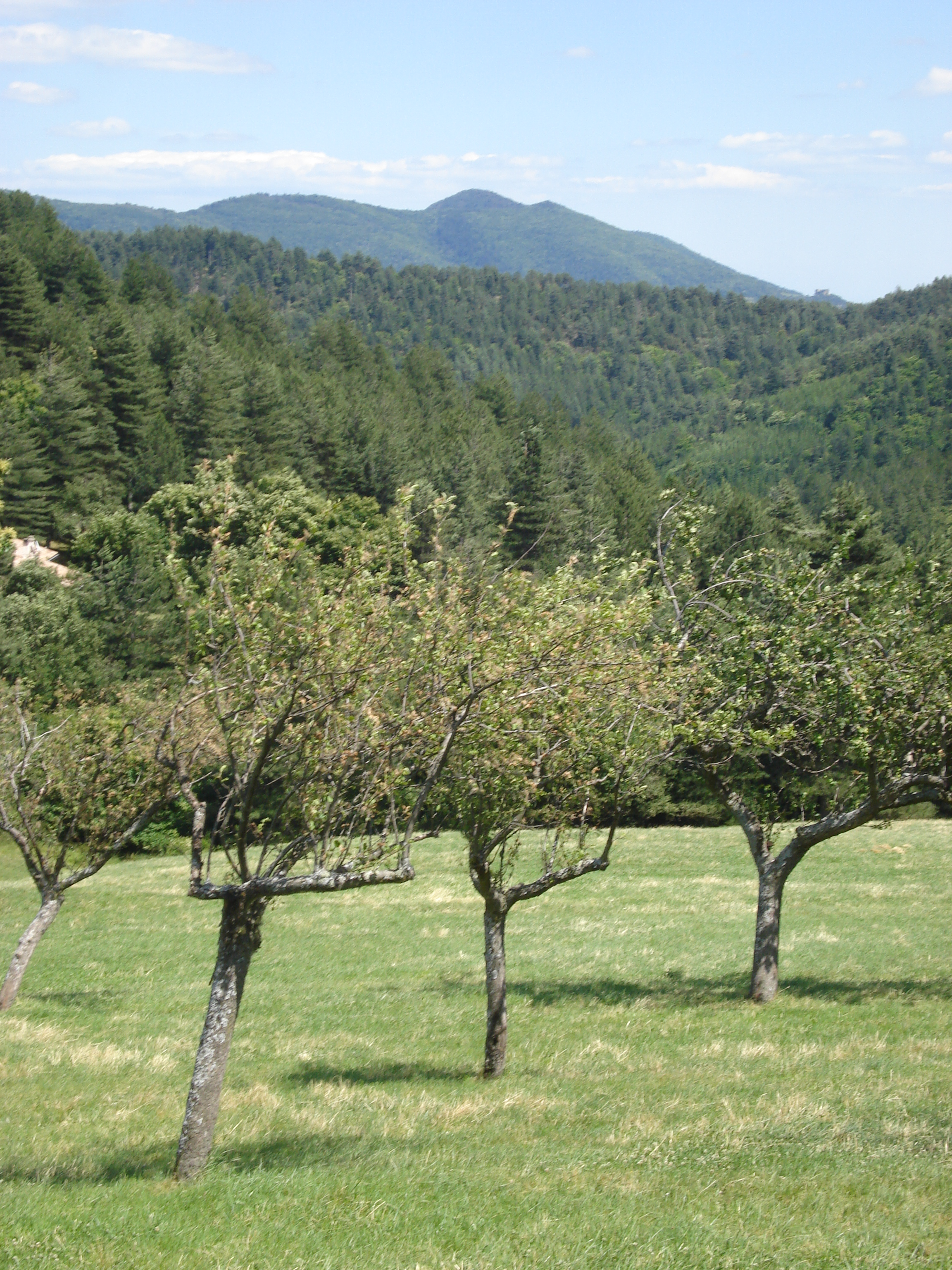
Concoules au nord.
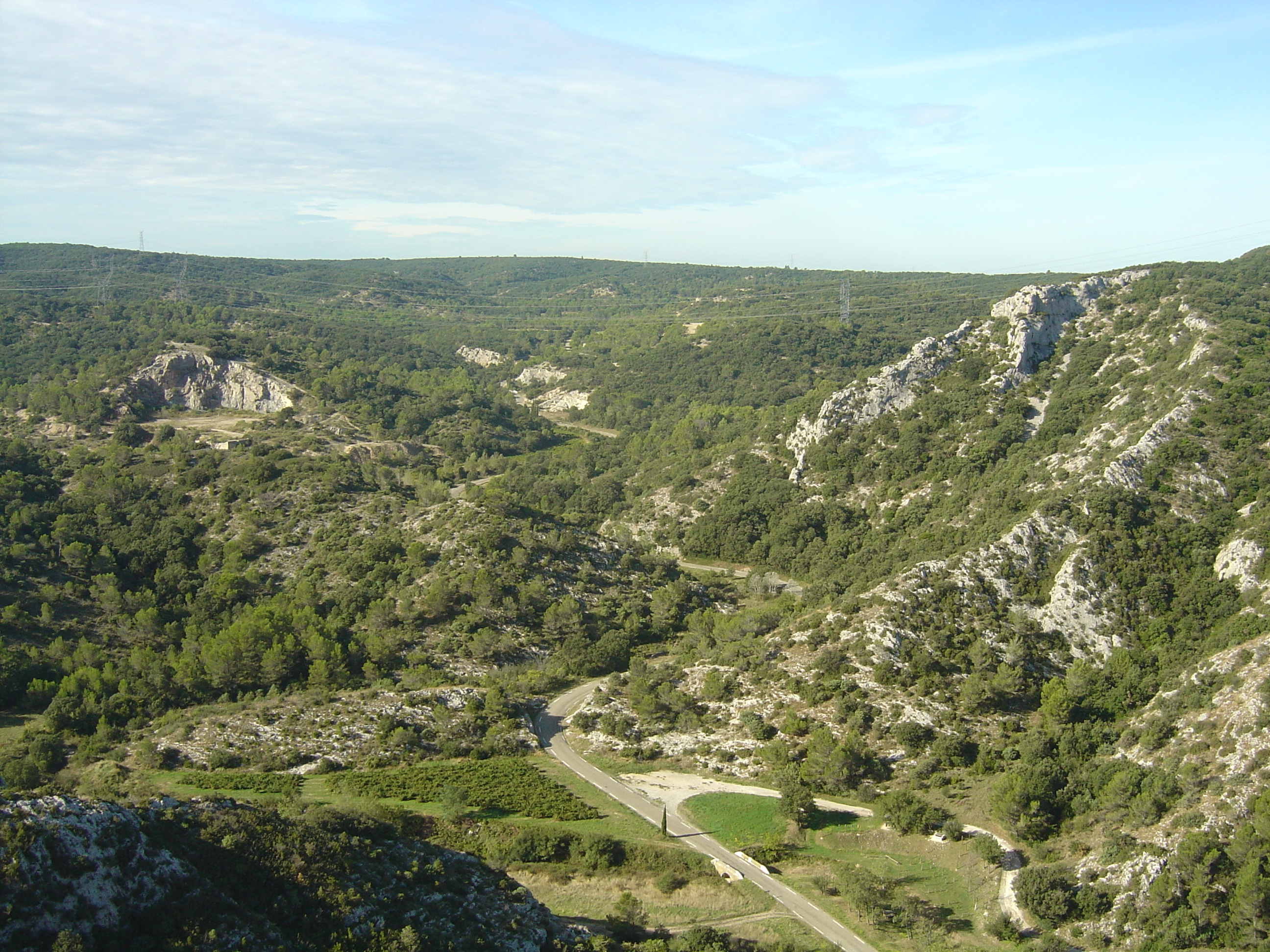
Pouzilhac à l'est.
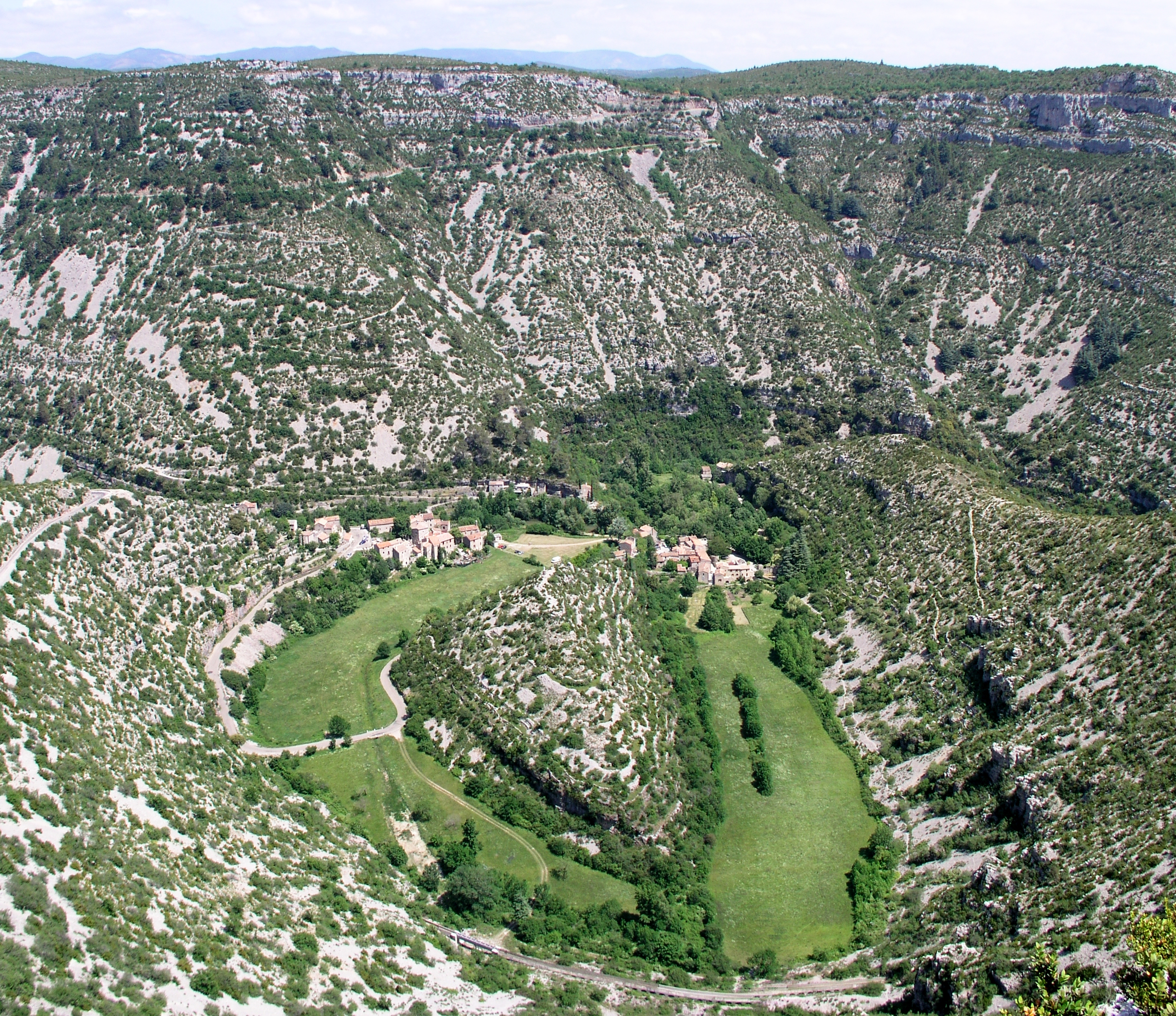
Cirque de Navacelles à la limite avec l'Hérault.

## Géographie humaine

### Principales villes
- Préfecture et sous-préfectures : Nîmes, Alès, Le Vigan
- Autres villes importantes : Bagnols-sur-Cèze, Beaucaire, Saint-Gilles, Villeneuve-lès-Avignon, Vauvert, Pont-Saint-Esprit